# Bubble Bobble
Bubble Bobble — аркада от фирмы Taito, выпущенная в 1986 году и затем портированная на другие платформы. 
Игроки контролируют Буба и Боба, двух драконов, которые отправляются спасать своих подруг из мира, известного как Пещера монстров. На каждом уровне Буба и Боб должны победить каждого присутствующего врага, поймав его в пузыри и хлопая, которые превращаются в бонусные предметы, когда они падают на землю. В игре всего 100 уровней, каждый из которых становится все труднее.
Видеоигра был разработана Taito. Когда он присоединился к Taito в 1986 году, он почувствовал, что выход игры Taito был посредственного качества. В ответ он решил создать игру, в которую было бы весело играть, и особенно парам, которые посещали аркадные автоматы.
Пузырь Боббл стал одним из крупнейших аркадных успехов Taito, и ему приписывают вдохновляющие создание многих подобных игр на платформе с четким экраном. Он был признан критиками за его дизайн персонажей, запоминающийся саундтрек, игровой процесс и многопользовательский режим, и часто входит в число величайшие игры всех времен. 
Игра была очень популярной в своё время и породила длинную серию сиквелов и спин-оффов.

## Игровой процесс

Кадр из игры, где игрок достиг высшей точки очков.

В игре каждый из игроков управляет одним из драконов. Игрок может двигаться по платформам на уровне и перепрыгивать с одной платформы на другую, как и в большинстве подобных игр.
В качестве оружия против врагов игрок может использовать пузырьки, которые дракон выпускает из пасти. Враг попадает в ловушку внутри пузыря и может быть обезврежен, если затем прыгнуть на пузырь снизу или сверху. При этом враг, находящийся в пузыре, превратится во что-нибудь съедобное (чаще всего во фрукты), за его съедение даются очки. Пустые пузырьки некоторое время медленно взлетают вверх по определённому пути, прежде чем лопнуть, и иногда помогают игроку попасть в недоступные районы. Чтобы попасть на следующий уровень, нужно обезвредить всех врагов.
Враг может стать «рассерженным» (меняет свой цвет на розовый и двигается быстрее), если он становится последним противником уровня, а также если он спасся после того, как удерживающий его пузырь лопнул сам. Если прошло слишком много времени с начала раунда, то объявится тревога и все враги становятся «рассержеными», а потом появляется одна или две «Skel Monsta», которые перемещаются за персонажами игроков и могут проходить сквозь платформы. «Skel Monsta» невозможно взять в пузырь, и они останутся, пока не будет пройден уровень или не укусят персонажа.
Любой контакт с врагом является смертельно опасным и приводит к потере жизни. Некоторые враги только ходят по поверхности платформ и прыгают, другие (такие как «Monsta») только летают, некоторые могут стрелять (например «Drunk» и гигантские враги.
Время от времени появляются различные объекты. Некоторые из них (кристаллы, овощи, фрукты) дают только очки. Другие дают дополнительные возможности — ускоряют бег, увеличивают дальность или скорость стрельбы, позволяют стрелять вместо пузырей огнём. Иногда прилетают пузыри со смесью (если их сбить, то поток смеси потечёт вниз по платформам, смывая за собой врагов), молнией (если их сбить, то горизонтально полетит небольшая молния, сбивающая врагов), буквами. Если собрать из букв слово «EXTEND», уровень завершится и добавится дополнительная жизнь.

## Разработка
Bubble Bobble был разработан Фукио Мицудзи, который ранее работал Halley’s Comet, собственной игрой компании Taito. Мицудзи хотел создать игру, которая была бы волнующей и захватывающей — он думал, что пузыри будут интересной и интуитивно понятной визуальная подсказкой, и что одновременное их лопание вызовет чувство восторга. В результате пузыри стали основным аспектом игры.
Он потратил несколько дней на написание концепций и идей для игры, и даже работал в праздничные дни и поздние вечера, придумывая игровую механику. По словам Мицудзи, симпатичные игровые персонажи и многопользовательский режим были добавлены в игру для того, чтобы привлечь женщин к аркадным играм, что на то время было необычным явлением. Некоторые персонажи игры, такие как враги Monsta и Mighta, были взяты из игры Chack 'n Pop, старой аркадной игры Taito 1983 года, которую часто считают предшественницей этой игры. Bubble Bobble была выпущена на аркадных автоматах в Японии в сентябре 1986 года. Taito лицензировала игру компании Romstar совместно с игрой Arkanoid для дальнейшего выпуска в том же году в Северной Америке.
Bubble Bobble была портирована на многие домашние игровые приставки и компьютеры, в том числе Commodore 64, Amiga, Nintendo Entertainment System, MSX2 и Sega Master System — последний из них имеет двести уровней, в отличие от 100 уровней аркадной версии, и был выпущен в Японии под названием Final Bubble Bobble. Версия для Sharp X68000 была разработана Dempa и выпущен в 1994 году. В него входит игровой режим, посвященный более поздней аркадной игре Mitsuji Syvalion под названием Sybubblun. Конверсии для Game Boy и Game Boy Color были выпущены соответственно в 1991 и 1996 годах, а порт GBC назывался Classic Bubble Bobble. Версия Bubble Bobble также была выпущена для неизданной игровой приставки Taito WOWOW. В 1996 году компания Taito объявила, что исходный код Bubble Bobble был утерян, что привело к тому, что все домашние преобразования были перепроектированы с оригинальной аркадной платы.